# O Negócio
O Negócio (dt. Das Geschäft) ist eine brasilianische Dramedy, eine Eigenproduktion von HBO Brasil. Die Serie ist in São Paulo angesiedelt und spielt im Milieu der Prostitution. Im Mittelpunkt stehen die drei Freundinnen Karin, Luna und Magali, die als garota de programa (Callgirl) arbeiten. Dabei versuchen sie, angetrieben durch Karins Interesse für modernes Marketing, ihren Berufsstand unter marktwirtschaftlichen Gesichtspunkten zu professionalisieren. Stilistisch orientiert sich die Serie an zeitgenössischen US-amerikanischen Dramedys. Insgesamt wurden vier Staffeln mit insgesamt 51 Folgen gesendet. Staffel 1 lief zwischen August und November 2013, Staffel 2 von August 2014 bis November 2014, Staffel 3 von April bis Juli 2016 und die finale Staffel 4 von März bis Juni 2018.

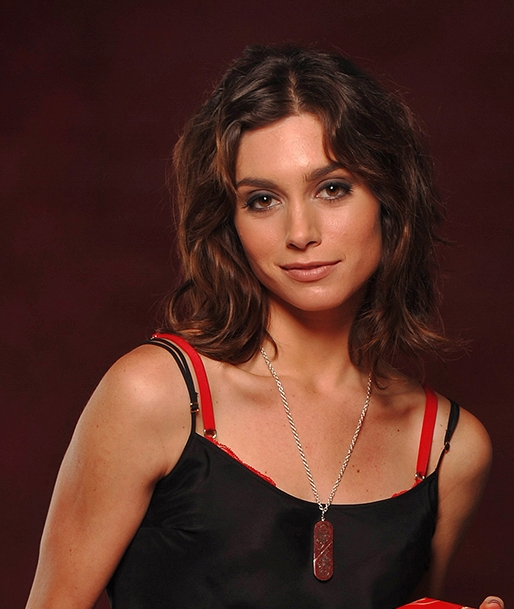
Juliana Schalch, die Darstellerin der Luna, die in der Serie auch als Voice-over-Erzählerin agiert

## Handlung
Die 31-jährige Karin hat ursprünglich in einem Juweliergeschäft gearbeitet, die 24-jährige Luna in einer Bank. Aus verschiedenen Gründen entschieden sich beide irgendwann dazu, ihr Geld als Callgirls zu verdienen. Die Serie beginnt damit, dass Karins Agent Ariel sie wegen ihres Alters aufs Abstellgleis setzen will. Daraufhin macht sie sich selbstständig und gründet eine eigene Agentur namens Oceano Azul. Sie mietet ein Büro in einem Geschäftsdistrikt, stellt eine Sekretärin ein und studiert vor allem verschiedene Marketingbücher, um mit betriebswirtschaftlichen Methoden einen Kundenstamm aufzubauen. Zum Beispiel organisiert sie Fokusgruppeninterviews, bei denen potenzielle Freier über ihre Wünsche diskutieren. Oder sie baut Kooperationen mit Barbesitzern und Flughafenangestellten auf, um Kunden zu akquirieren. Karins Freundin Luna wird Teilhaberin der Agentur, ebenso die 21-jährige Magali, Tochter reicher Eltern, die sich mit den beiden angefreundet hat. Karins hauptsächlicher Gegenspieler ist ihr Ex-Agent Ariel, der sie nun als direkte Konkurrentin wahrnimmt und ausspionieren lässt. Er möchte sie wahlweise zurückgewinnen oder wenigstens unterbinden, dass sie mit ihren Geschäften erfolgreich ist.